# ATP Buenos Aires 1975
L'ATP Buenos Aires 1975 è stato un torneo di tennis giocato sulla terra rossa. È stata l'46ª edizione del torneo, che fa parte del Commercial Union Assurance Grand Prix 1975.Si è giocato a Buenos Aires in Argentina dal 10 al 16 novembre 1975.

## Campioni

### Singolare maschile
Guillermo Vilas ha battuto in finale  Adriano Panatta con il punteggio di 6–1, 6–4, 6–4

### Doppio maschile
Paolo Bertolucci /  Adriano Panatta hanno battuto in finale  Jürgen Fassbender /  Hans-Jürgen Pohmann con il punteggio di 3–6, 6–1, 8–6